# Sreburna Glacier
Sreburna Glacier är en glaciär i Antarktis. Den ligger i Sydshetlandsöarna. Argentina, Chile och Storbritannien gör anspråk på området. Sreburna Glacier ligger 135 meter över havet.
Terrängen runt Sreburna Glacier är bergig åt nordväst. Havet är nära Sreburna Glacier åt sydost. Trakten är glest befolkad. Närmaste befolkade plats är St. Kliment Ohridski Base, 17,0 kilometer väster om Sreburna Glacier. 